# Осіка (Наґано)
35°34′41″ пн. ш. 138°02′02″ сх. д. / 35.578194444444° пн. ш. 138.034° сх. д.
О́сіка (яп. 大鹿村, おおしかむら, МФА: [oɕika muɾa]) — село в Японії, в повіті Сімо-Іна префектури Наґано. Станом на 1 квітня 2009 площа села становила 248,35 км². Станом на 1 липня 2011 населення села становило 1145 осіб. Осіка входить до списку найкрасивіших сіл Японії.

## Географія
Село розташоване на острові Хонсю в префектурі Нагано регіону Тюбу. З ним межують міста Іна, Комаґане, Іїда, Сідзуока, селище Мацукава і села Накагава, Тойоока..

## Демографія
Населення села становить 1060 людей (1 серпня 2014 року), а щільність - 4,27 чол. / Км². Зміна чисельності населення з 1940 по 2010 роки:

## Клімат
У селі клімат характеризується спекотним і вологим літом і холодною зимою (класифікація Кьоппена за кліматом Cfa). Середньорічна температура в Осіці становить 10,5 ° C. Середньорічна кількість опадів становить 1655 мм, а вересень - найвологіший місяць. Температури найвищі в середньому в серпні, близько 22,8 ° C, а найнижчі в січні, близько -1,5 ° C.

## Історія
Район сучасної Осіці входив до давньої провінції Сінано. Протягом періоду Едо район був частиною десятих територій, якими безпосередньо керував сёгунат Токугава. Нинішнє село Осіка було створене 1 квітня 1889 р. Із встановленням сучасної муніципальної системи.

## Освіта
У Осіці є одна державна початкова школа та одна державна середня школа, що функціонують при сільській владі. У селі немає старшої школи.

## Галерея

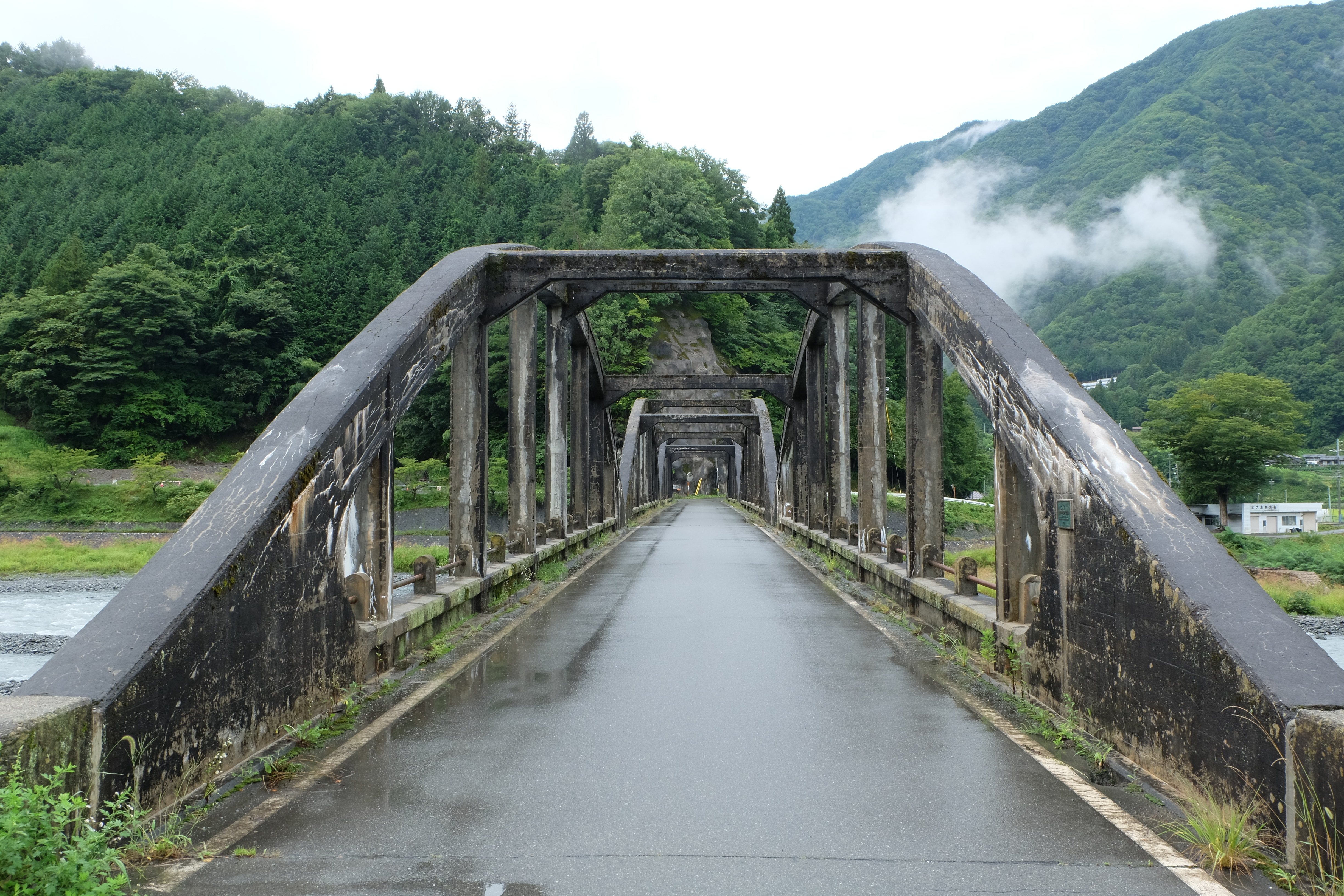
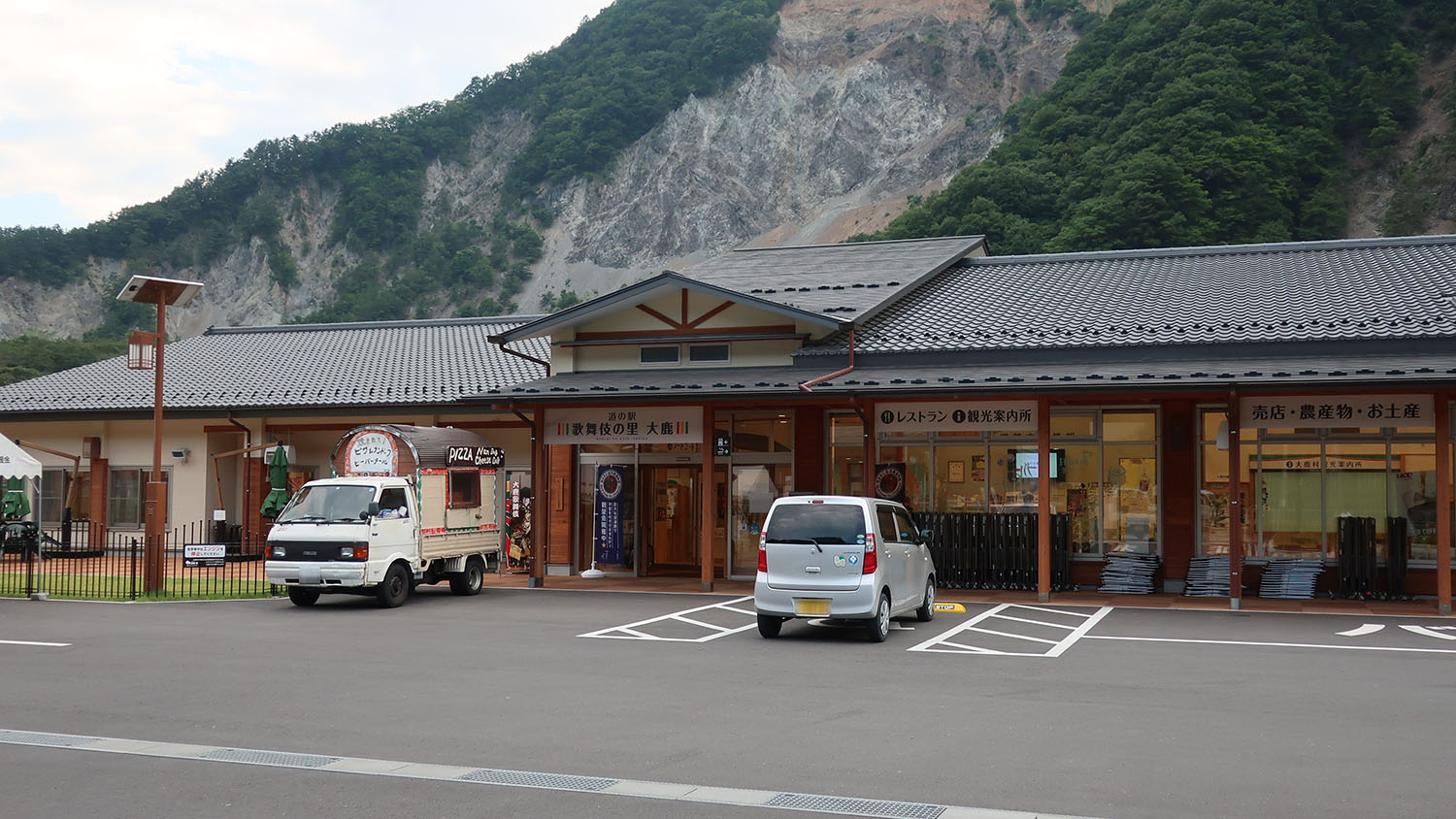
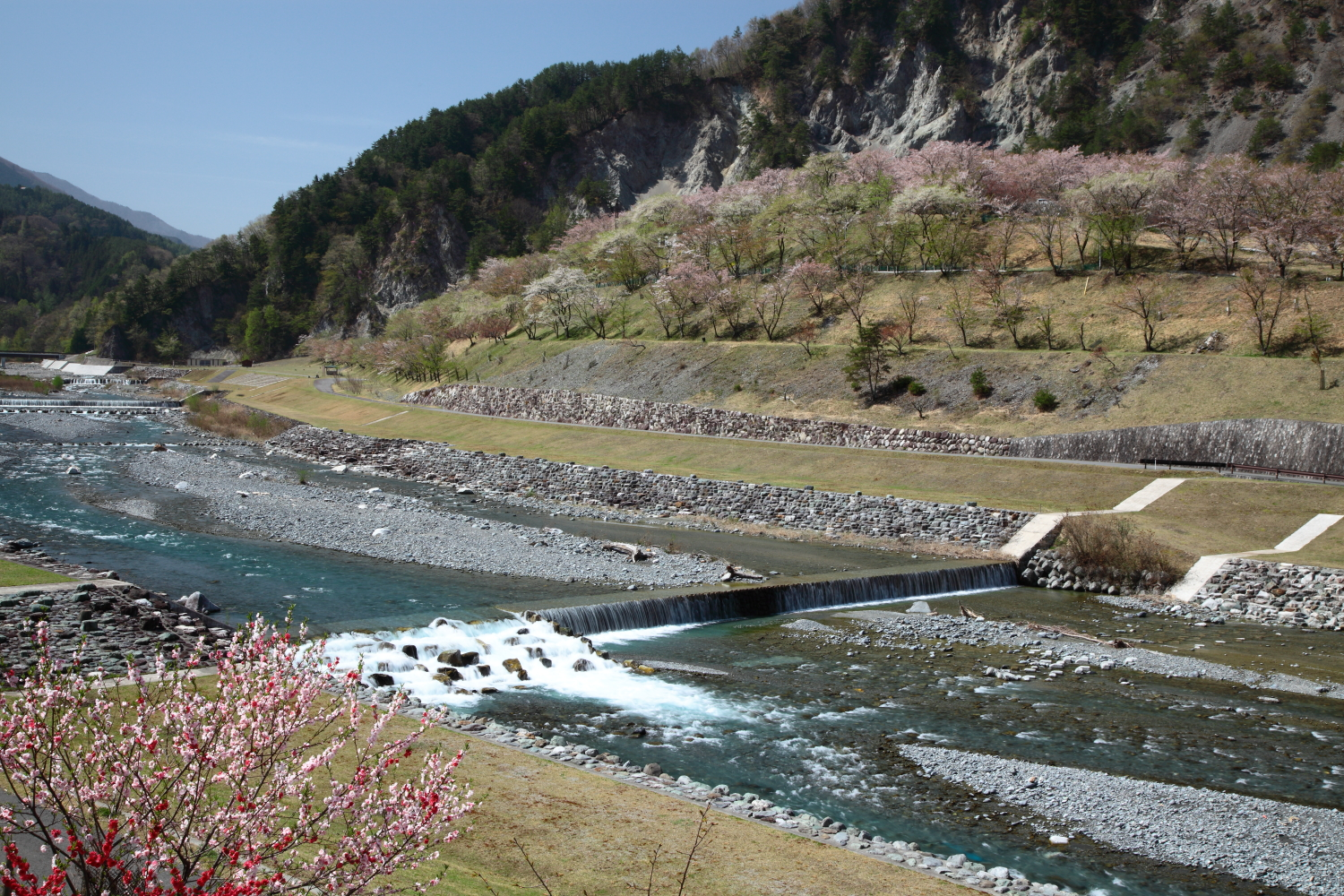
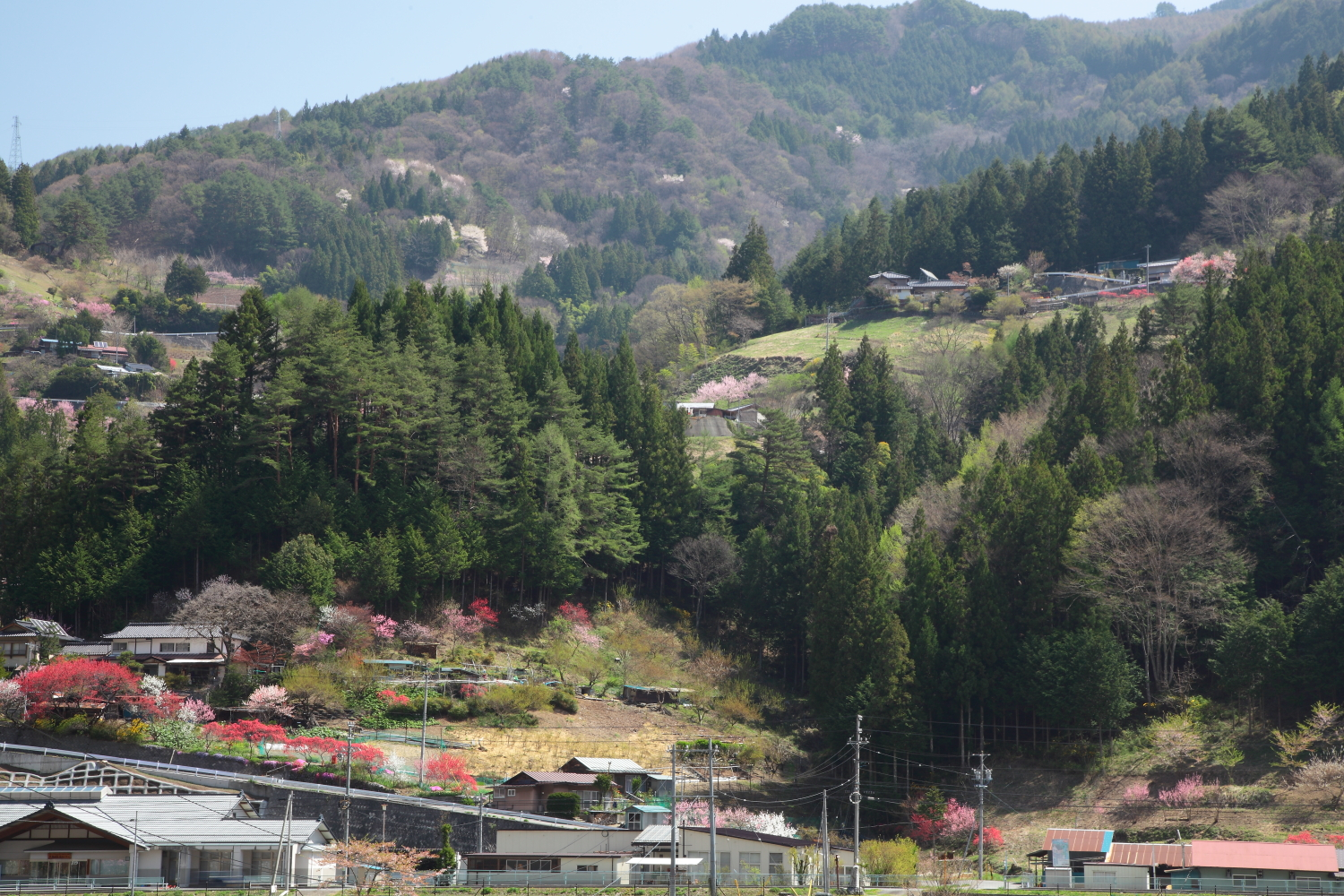
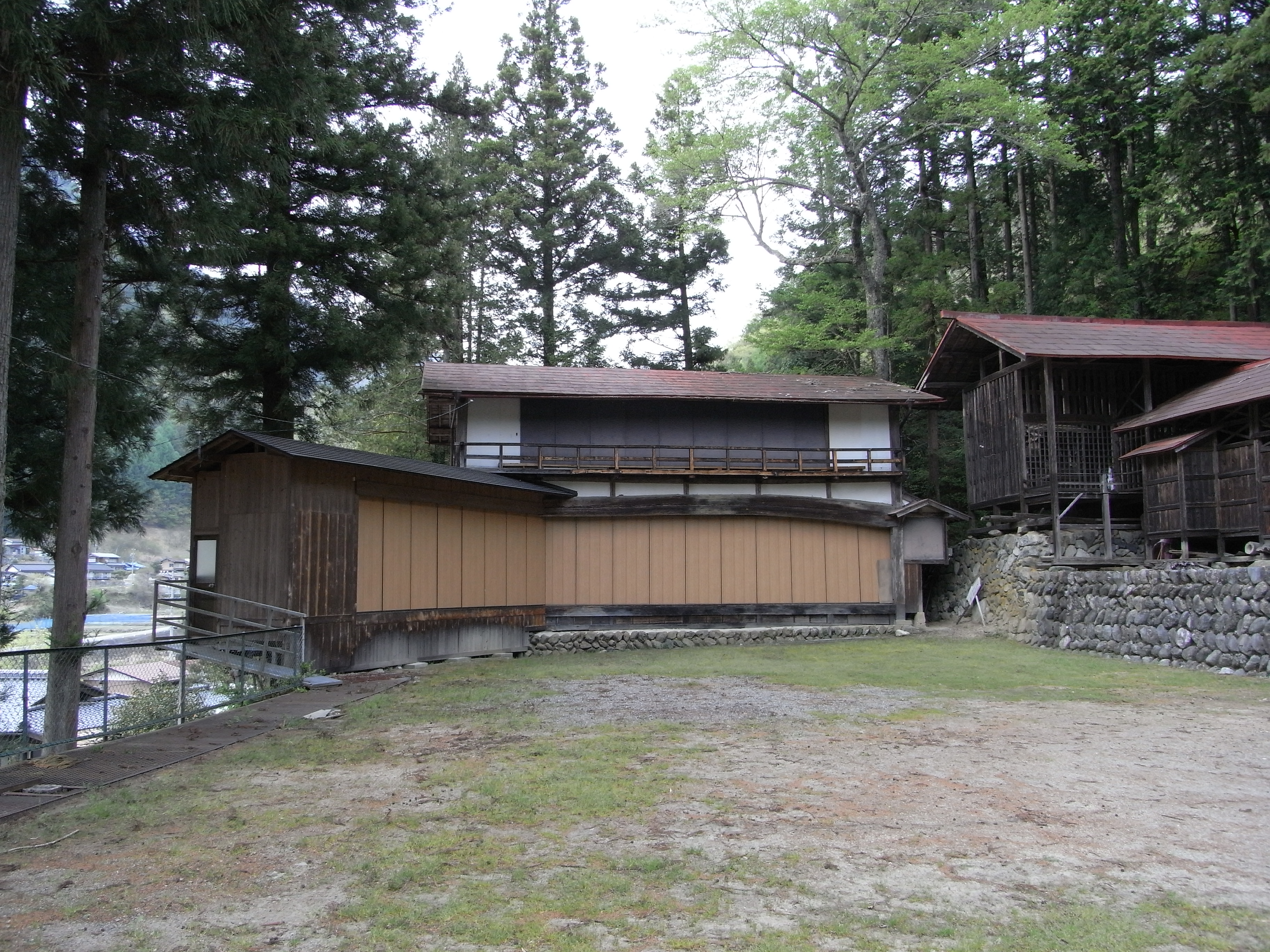